# Yu-Gi-Oh! GX
YU-GI-OH! GX (遊☆戯☆王デュエルモンスターズGX Yūgiō Dyueru Monsutāzu Jī Ekkusu, Yu-Gi-Oh! Duel Monsters GX trong phiên bản tiếng Nhật) là một anime đời sau của bộ phim nổi tiếng Yu-Gi-Oh!. Bắt đầu trình chiếu từ ngày 6 tháng 10 năm 2004,  Yu-Gi-Oh! GX là một câu chuyện về cậu bé Jaden Yuki (Judai Yuki trong phiên bản tiếng Nhật) và cuộc đời sinh viên của cậu ở Duel Academy (Học viện đấu bài).

## Nội dung
Yu-Gi-Oh! GX diễn ra vào bối cảnh 10 năm sau những cuộc hành trình trong bộ phim Yu-Gi-Oh!, khi mà trò chơi Duel Monster (Đấu bài quái vật) trở nên vô cùng thịnh hành, với các bài thủ (duelist) ẩn chứa những bí mật tiềm ẩn trong xấp bài. Nhân vật chính, Judai Yuki, trên đường tới địa điểm thi vào trường Duel Academy đã chạm mặt vua trò chơi cũ Yugi Mutou và được tặng lá bài định mệnh Winged Kuriboh. Tại Duel Academy, cậu đã gặp cậu nhóc Syrus Truesdale (Sho Marufuji trong phiên bản tiếng Nhật), cậu béo Chumley Huffington (Hayato Maeda trong phiên bản tiếng Nhật), kẻ thù không đội trời chung Chazz Princeton (Jun Manjoume trong phiên bản tiếng Nhật) và một nhân vật bí ẩn Zane Truesdale (Ryo Marufuji hoặc "Kaiser Ryo" trong phiên bản tiếng Nhật). Cậu đã có vô vàn những trận đấu mà cậu cho là "thú vị nhất mà cậu từng biết" và không bao giờ bỏ cuộc (Đây là điểm mà người khác nghĩ cậu quái dị). Khi tốt nghiệp, lá bài Winged Kuriboh đã đưa cậu về quá khứ để tham gia một trận đấu đầu đời với... chính ngài Yugi Mutou.